# 西区 (札幌市)
西区（にしく）は、札幌市の行政区。札幌市10区の中で南区に次ぐ2番目に広い面積を持つ。

## 地理
区域は東西14.1 km、南北11.3 kmあり、面積のうち約3分の1が市街化区域、残りが丘陵部などになっている。手稲山を水源にした琴似発寒川の扇状地の上に市街地があるほか、山あいをぬって幾つもの小河川が市街地を流れている。区の北側には鉄工団地や木工団地などに企業が進出しており、札幌市の産業における重要拠点の1つとして地場産業が根付いている。
- 山：手稲山 (1,023 m)、阿部山 (703 m)、百松沢山 (1,038 m)、三角山 (311 m)、五天山 (304 m)
- 河川：新川、中の川、西野川、宮の沢川、上追分川、琴似発寒川、左股川、琴似川
- 滝：布敷の滝、平和の滝

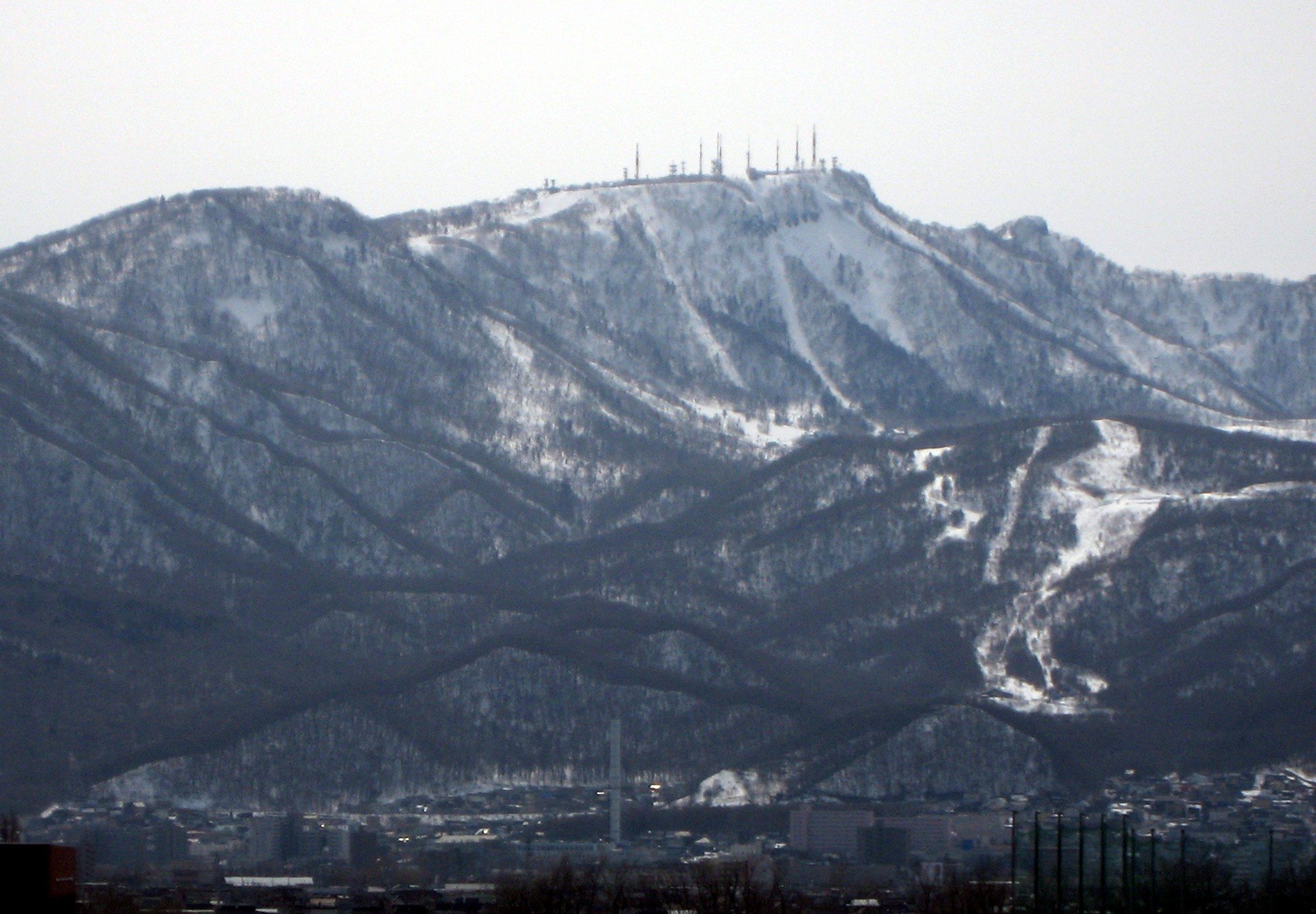
手稲山（2009年3月）
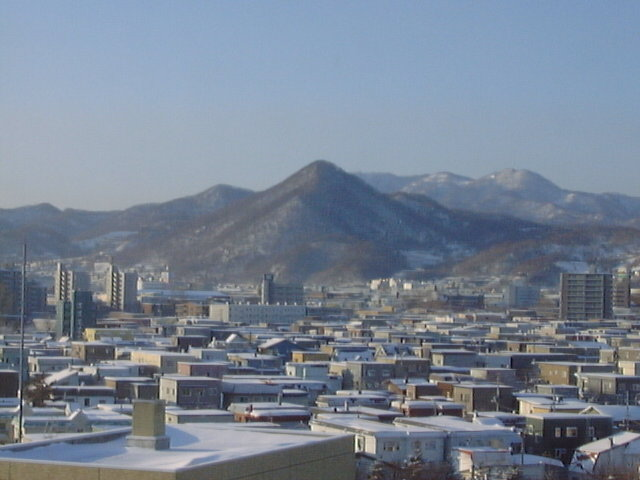
三角山
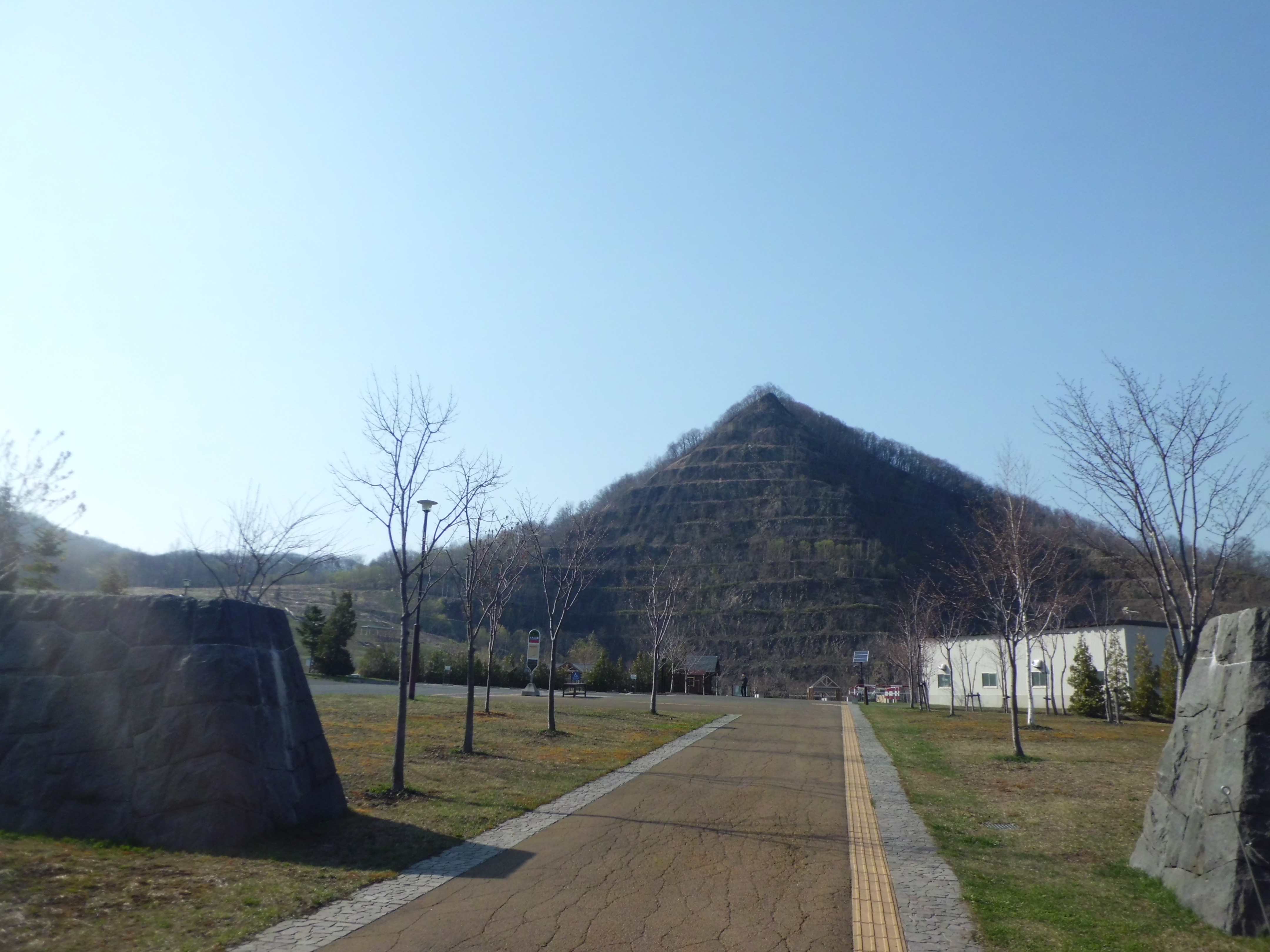
五天山（2015年4月）
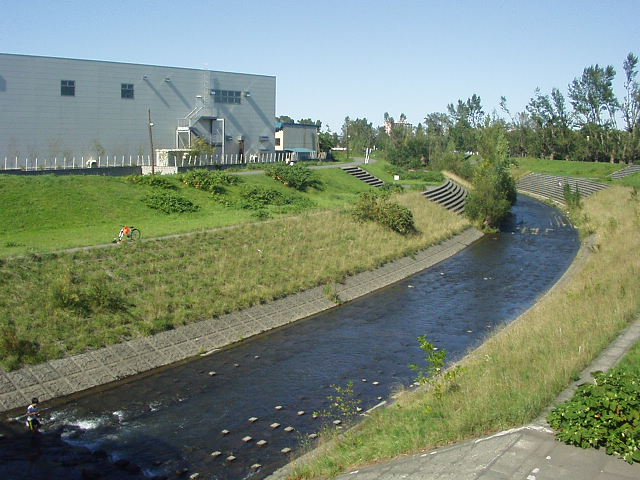
琴似発寒川（2004年9月）
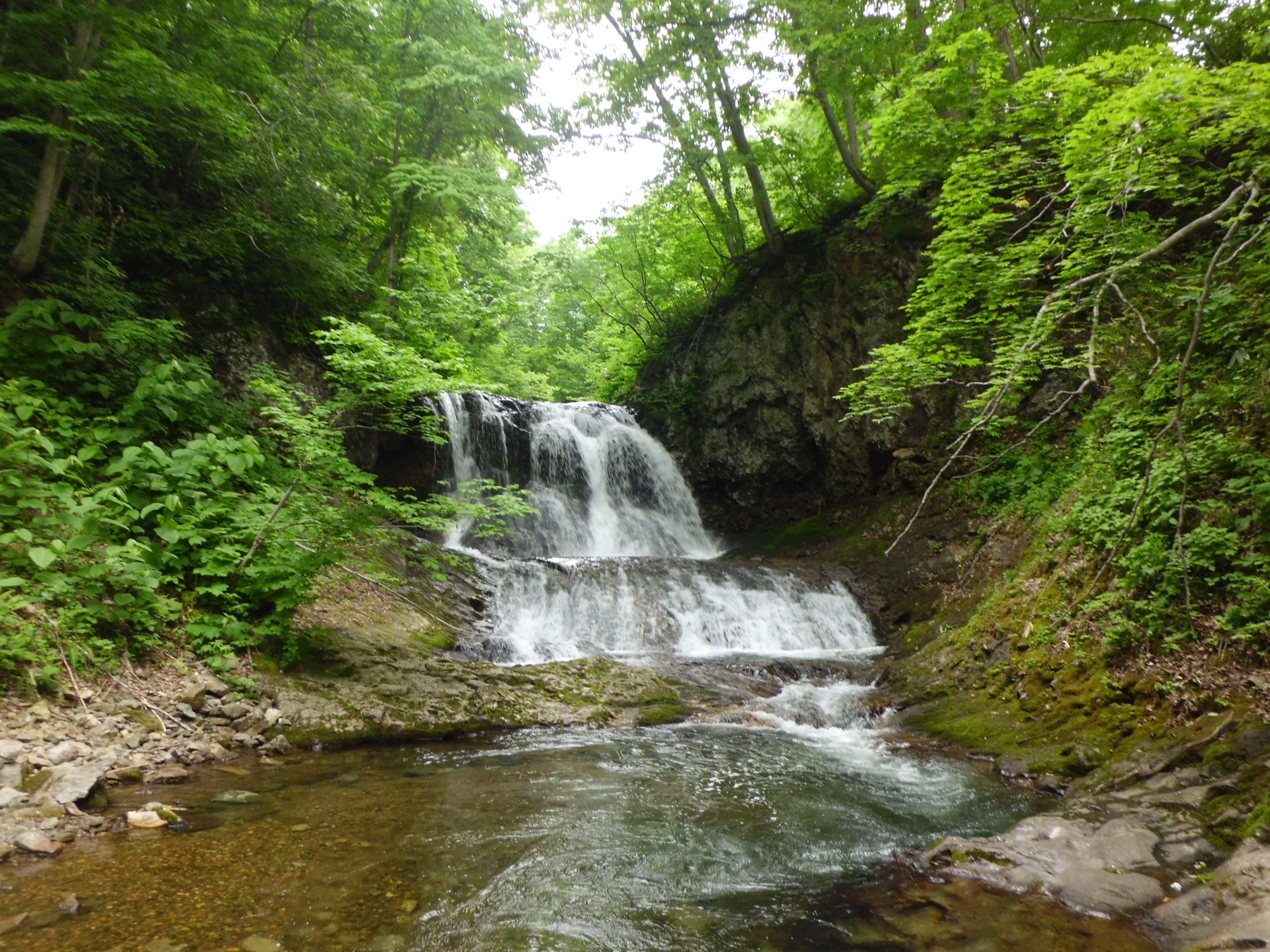
平和の滝（2015年6月）

## 人口
- 1975年（昭和50年）：191,816人
- 1980年（昭和55年）：236,035人
- 1985年（昭和60年）：269,450人
  - 1989年（平成元年）手稲区が分区
- 1990年（平成02年）：190,807人
- 1995年（平成07年）：194,308人
- 2000年（平成12年）：199,385人
- 2005年（平成17年）：207,329人
- 2010年（平成22年）：211,229人
- 2015年（平成27年）：213,578人
- 2020年（令和02年）：217,040人

（総務省統計局 国勢調査より）

## 歴史
「西区の歴史年表」参照
- 1857年（安政04年）：幕臣・山岡精次郎、永田休蔵ら20名の武士と従者が発寒に移住。
- 1871年（明治04年）：森三吉ら5戸がベッカウス（現在の西野に移住。開拓使による辛未一ノ村（しんびいちのむら）50戸のうち44戸が八軒、十二軒（現在の中央区宮の森付近）、二十四軒に移住。
- 1872年（明治05年）：仙台藩白石城城主・片倉小十郎家臣47戸が宮の沢に移住。
- 1874年（明治07年）：「屯田兵例則」制定（1885年「屯田兵条例」制定により廃止）。
- 1875年（明治08年）：最初の屯田兵198戸が琴似に移住。
- 1876年（明治09年）：第2次屯田兵として琴似に3戸、発寒に32戸移住。
- 1880年（明治13年）：札幌—手宮間鉄道開通（琴似駅開設）。
- 1884年（明治17年）：春木屋孝造ら山口県人が平和に移住。
- 1885年（明治18年）：前鼻村七ら広島県人が西野に移住。
- 1886年（明治19年）：伊藤太治兵衛ら福井県人が福井に移住。
- 1900年（明治33年）：屯田兵募集中止（1904年廃止）。
- 1906年（明治39年）：札幌郡琴似村、発寒村、篠路村の一部が合併して二級町村制施行し、琴似村となる。
- 1942年（昭和17年）：琴似村が町制施行し、琴似町となる。
- 1951年（昭和26年）：手稲村が町制施行し、手稲町となる。
- 1955年（昭和30年）：琴似町が札幌市と合併。「琴似駅前大火」発生。
- 1967年（昭和42年）：手稲町が札幌市と合併。
- 1969年（昭和44年）：手稲記念館開設。
- 1971年（昭和46年）：札幌市環境衛生事業所（現在の札幌市動物管理センター）開設。
- 1972年（昭和47年）：札幌市が政令指定都市に移行し、行政区制施行。西区役所開設。
- 1974年（昭和49年）：農試公園開園。「ときわ大学」開講。札幌市西区民センター開設。
- 1976年（昭和51年）：札幌市営地下鉄東西線（琴似—白石）開業。西区のシンボルマーク制定。
- 1978年（昭和53年）：札幌市身体障害者福祉センター開設。
- 1979年（昭和54年）：札幌市山の手図書館開館。
- 1986年（昭和61年）：札幌市西区体育館開館。日本国有鉄道（現在の北海道旅客鉄道）発寒中央駅、発寒駅開設。
- 1987年（昭和62年）：札幌市宮の沢屋内競技場開設。
- 1988年（昭和63年）：函館本線（新琴似通—苗穂駅）高架開通。八軒駅開設。
- 1989年（平成元年）：西区から手稲区が分区。
- 1993年（平成05年）：札幌市消防科学研究所・救急救命士養成所開設。北1条宮の沢通全面開通。農試公園屋内広場（ツインキャップ）完成。
- 1995年（平成07年）：札沼線（学園都市線）新川高架（八軒駅—新川駅）開通。
- 1997年（平成09年）：西区が「花のまちづくりコンクール」優良賞[3]、「都市公園コンクール」建設事務次官賞受賞。
- 1999年（平成11年）：地下鉄東西線延長開業（琴似—宮の沢）。札幌市消防学校開校。
- 2000年（平成12年）：札幌市生涯学習総合センター（ちえりあ）開設。
- 2001年（平成13年）：琴似本通において北海道内初となる美化活動「アダプト・プログラム」スタート。
- 2003年（平成15年）：新小別沢トンネル開通。
- 2004年（平成16年）：「地球に優しいまちづくりを進める西区民会議」（現在の西区環境まちづくり協議会）設立。
- 2007年（平成19年）：西区環境キャラクター「さんかくやまベェ」誕生[4]。
- 2009年（平成21年）：五天山公園開園。

## 官公署
国の機関
- 法務省
  - 札幌法務局西出張所
- 財務省
  - 国税庁
    - 札幌国税局札幌西税務署
    - 税務大学校札幌研修所

道の機関
- 北海道警察本部琴似庁舎
  - 札幌方面機動捜査隊
  - 札幌方面自動車警邏隊
  - 札幌方面交通機動隊
- 北海道立女性相談援助センター
- 空知総合振興局札幌建設管理部事業課

独立行政法人
- 高齢・障害・求職者雇用支援機構北海道支部・北海道職業能力開発促進センター（ポリテクセンター北海道）
- 国立病院機構北海道医療センター

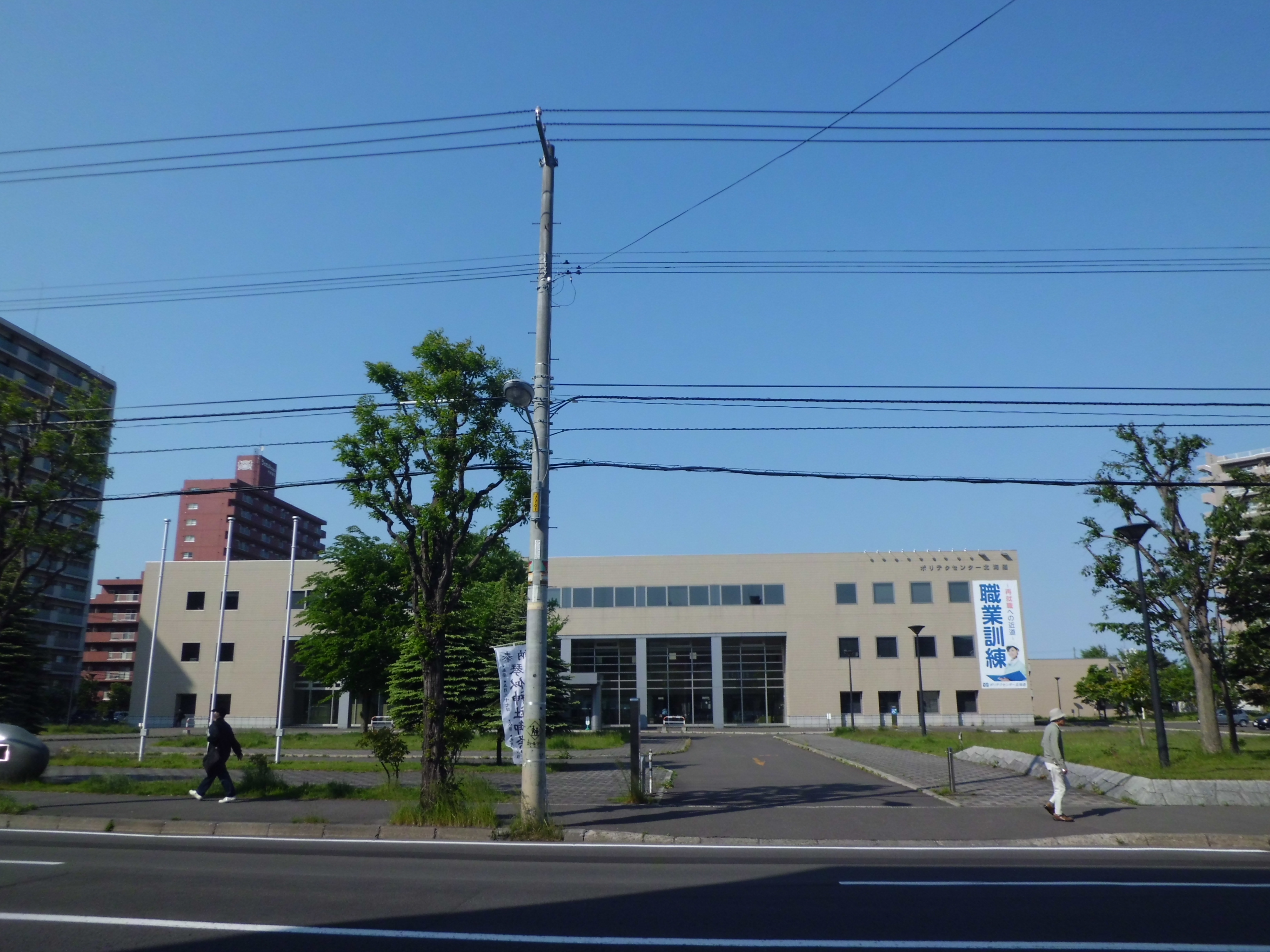
ポリテクセンター北海道（2015年5月）
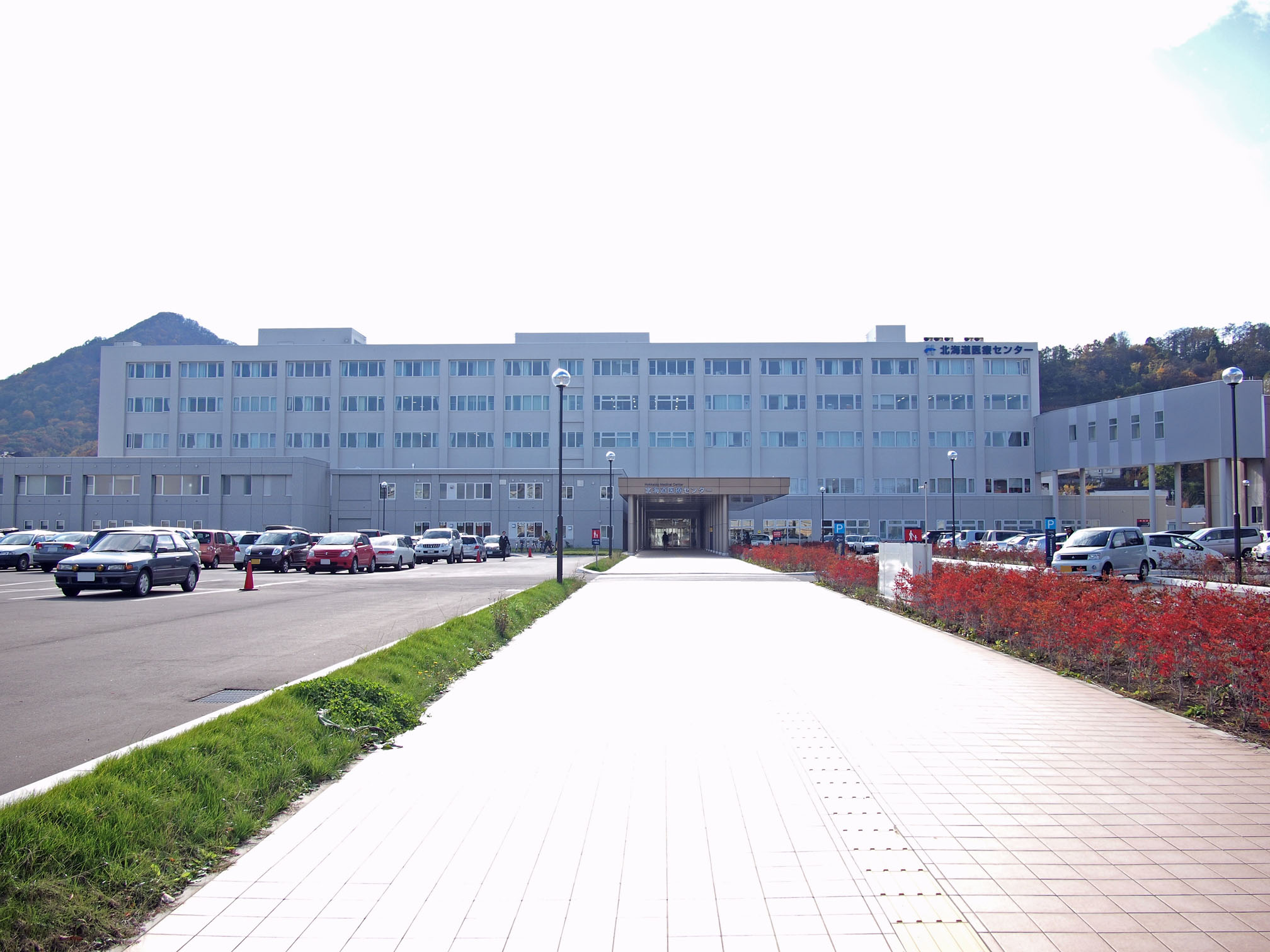
国立病院機構北海道医療センター（2011年10月）

## 公共施設
- 札幌市西区民センター
- 札幌市西保健センター
- 札幌市西区土木センター
- 札幌市西野地区センター
- 札幌市はっさむ地区センター
- 札幌市はちけん地区センター
- 札幌市西部市税事務所

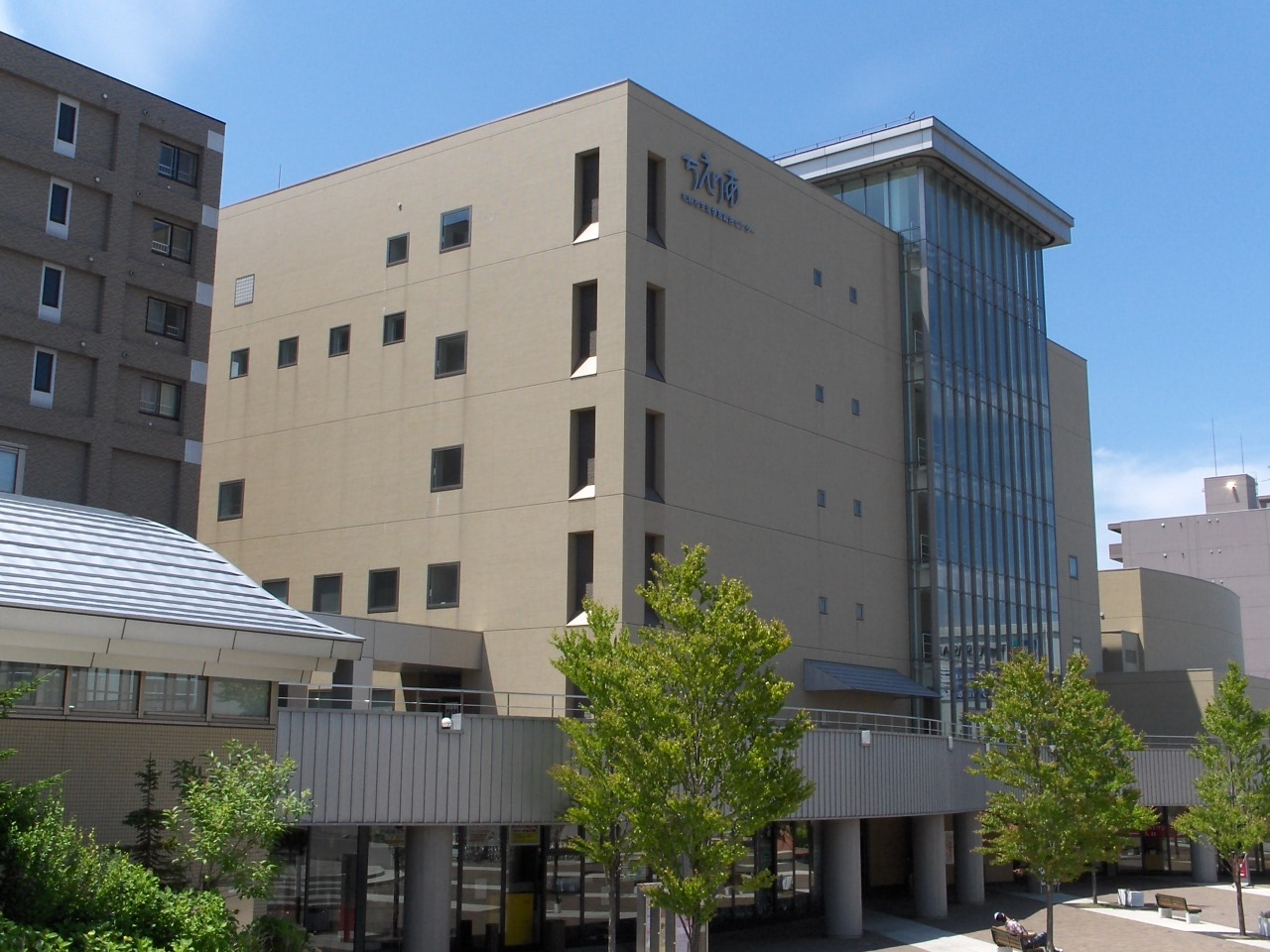
札幌市生涯学習総合センター ちえりあ
- 札幌市生涯学習センター（ちえりあ内）
- 札幌市宮の沢若者活動センター Youth+宮の沢（ちえりあ内）
- 札幌市教育センター（ちえりあ内）
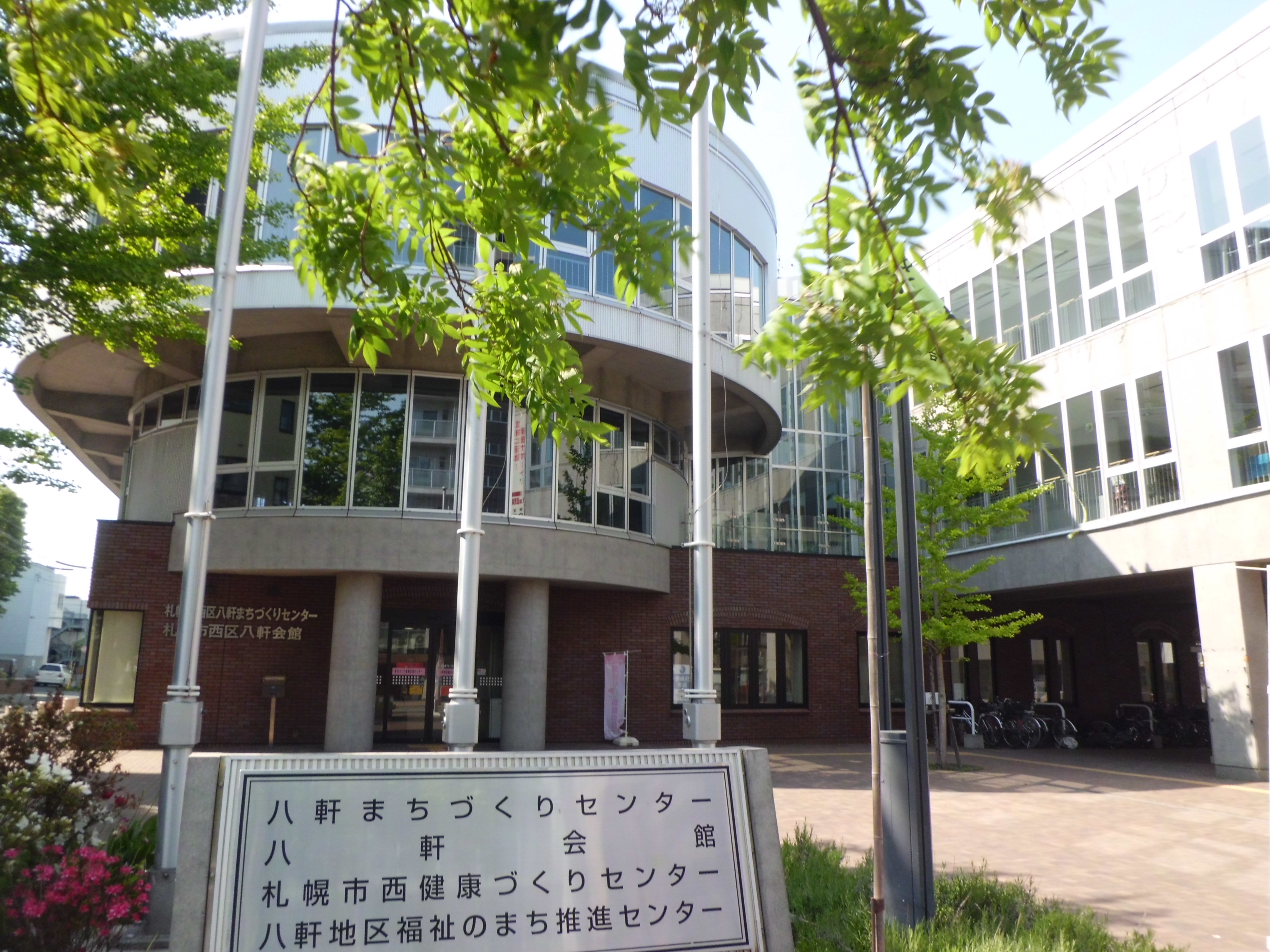
札幌市西健康づくりセンター・札幌市八軒まちづくりセンター
- 札幌市八軒まちづくり情報交流センター
- 札幌市西老人福祉センター
- 札幌市西区保育・子育て支援センター「ちあふる・にし」
- 札幌市こども緊急サポートネットワーク
- あいワーク西
- 札幌市身体障害者福祉センター・札幌市身体障害者更生相談所
- 札幌市シルバー人材センター西支部
- 札幌市動物管理センター
- 札幌市水道局北部水道センター八軒分室
- 西野浄水場
- 札幌市新川水処理センター・札幌市新川水再生プラザ
- 札幌市西部下水管理センター
- 札幌市リサイクルプラザ（ちえりあ内）
- 札幌市リサイクルプラザ発寒工房
- 札幌市西地区リサイクルセンター
- 札幌市西清掃事務所
- 札幌市発寒清掃工場
- 札幌市発寒破砕工場
- 手稲平和霊園

- 札幌市生涯学習総合センター ちえりあ
- 八軒まちづくりセンター・八軒会館・札幌市西健康づくりセンター・八軒地区福祉のまち推進センター（2015年5月）

### 文化施設
- 札幌市生涯学習センター
- ターミナルプラザことにパトス
- 生活支援型文化施設コンカリーニョ
- PENNY LANE 24
- 琴似屯田歴史館資料室（琴似二十四軒まちづくりセンター内）
- 札幌市手稲記念館
- 札幌市山の手図書館

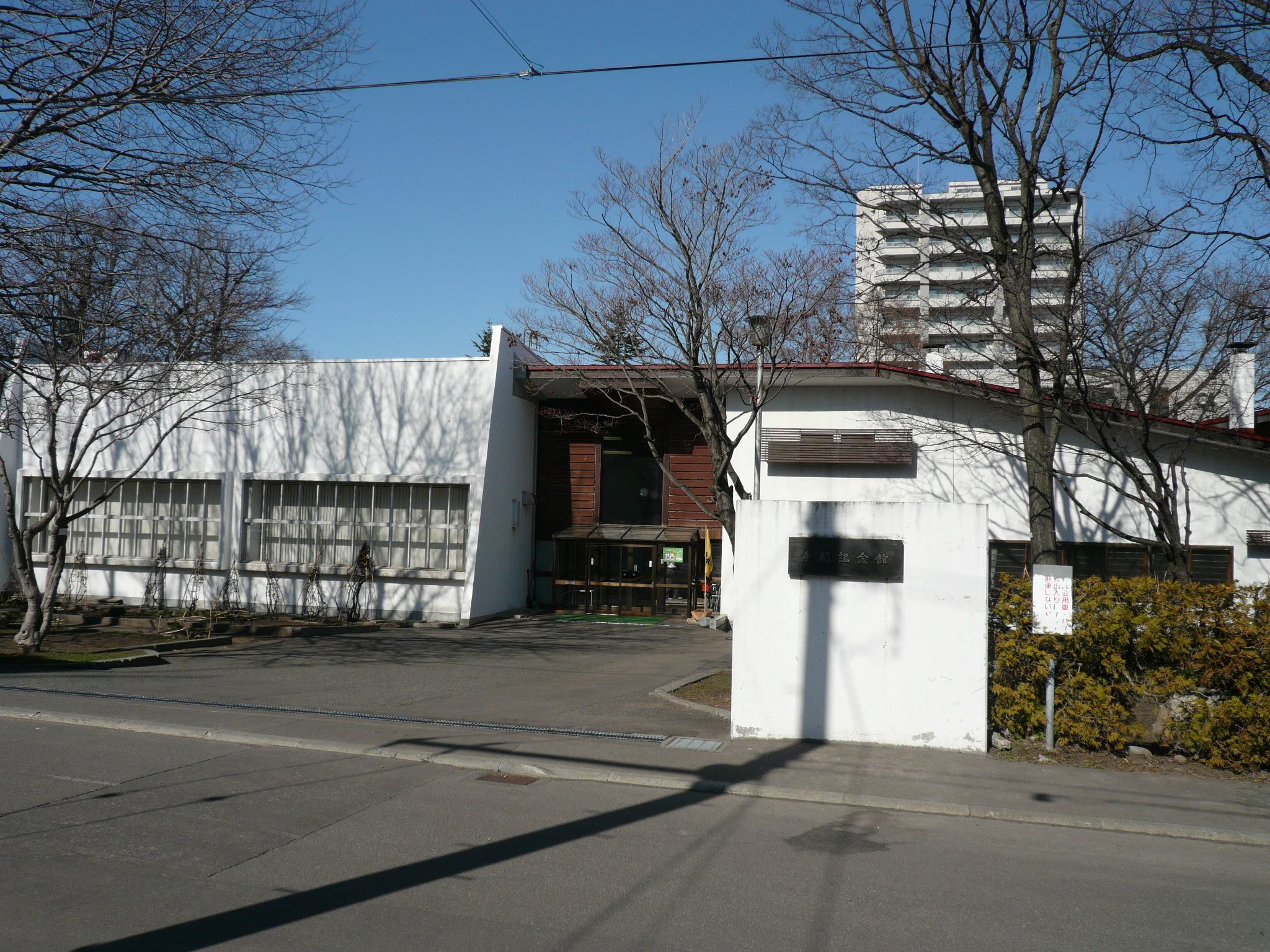
札幌市手稲記念館（2009年11月）
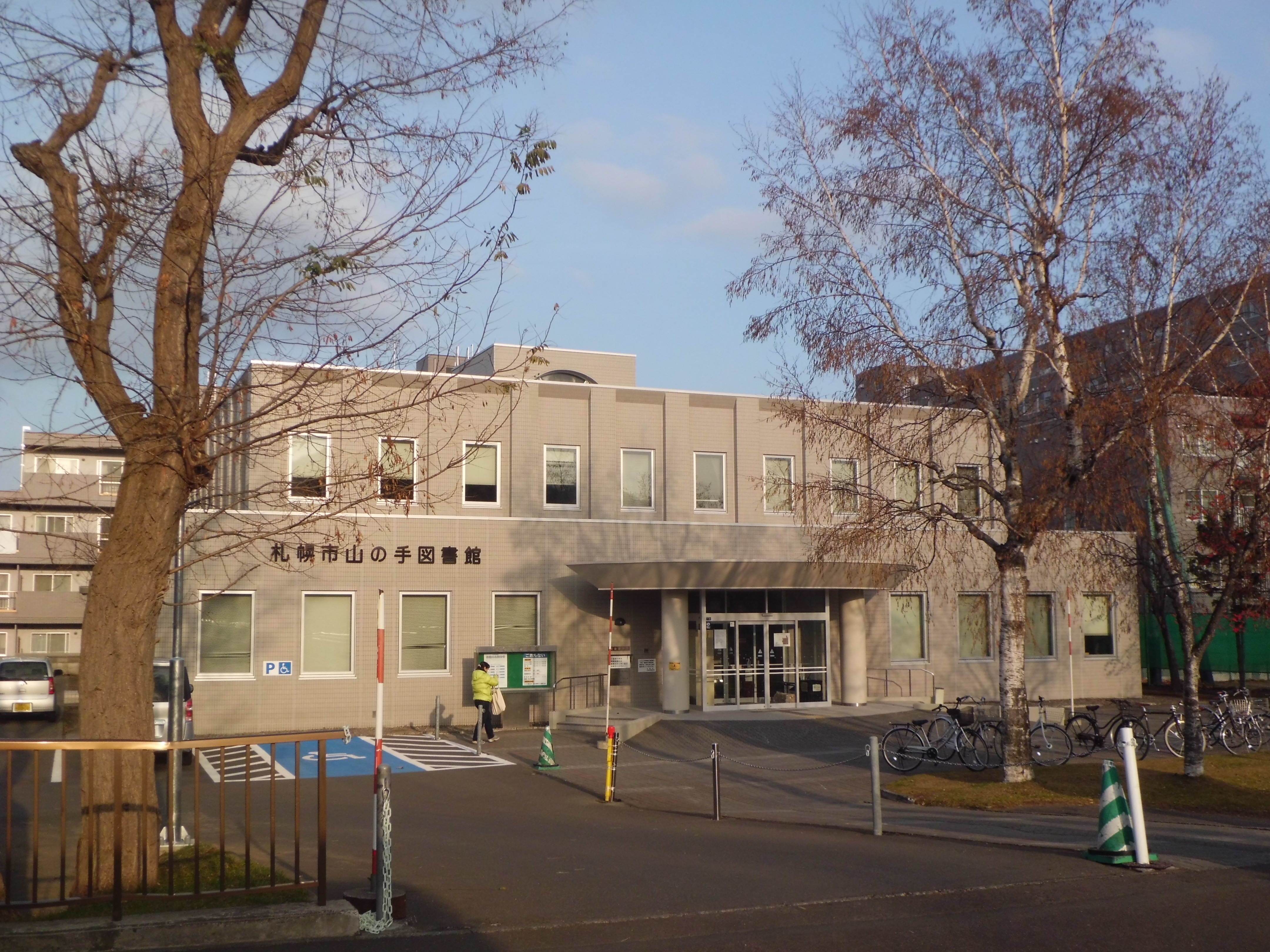
札幌市山の手図書館（2014年11月）

### スポーツ施設
- 札幌市西区体育館・札幌市西温水プール
- 札幌市宮の沢屋内競技場
- 農試公園
  - 屋内広場（ツインキャップ）
  - 野球場
  - 庭球場
- 五天山公園パークゴルフ場

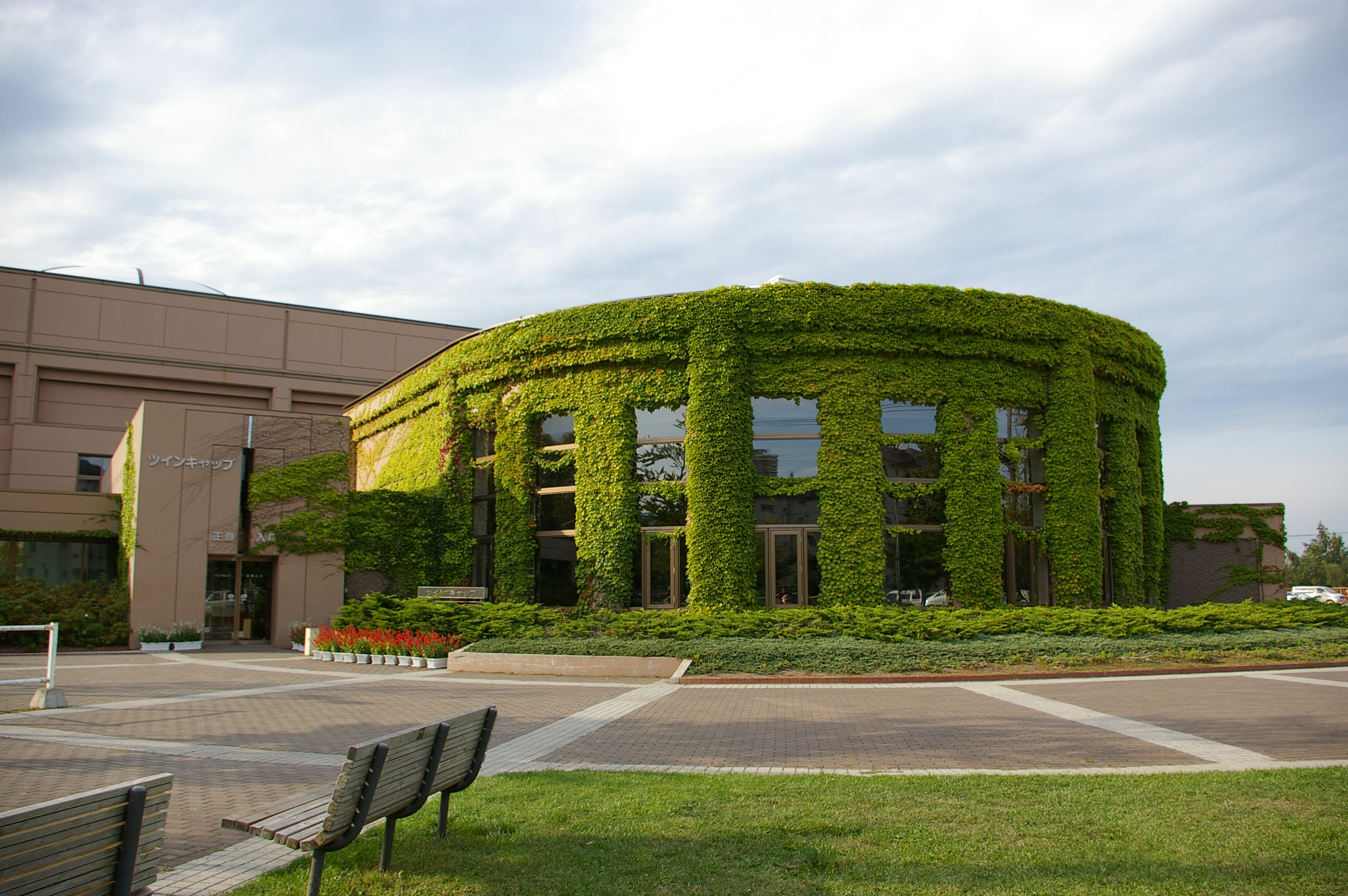
農試公園屋内広場（ツインキャップ）（2006年9月）

## 公的機関

### 警察
- 北海道札幌方面西警察署
  - 二十四軒交番、琴似本通交番、琴似駅前交番、八軒交番、西町交番、西野交番、発寒交番、鉄工団地交番

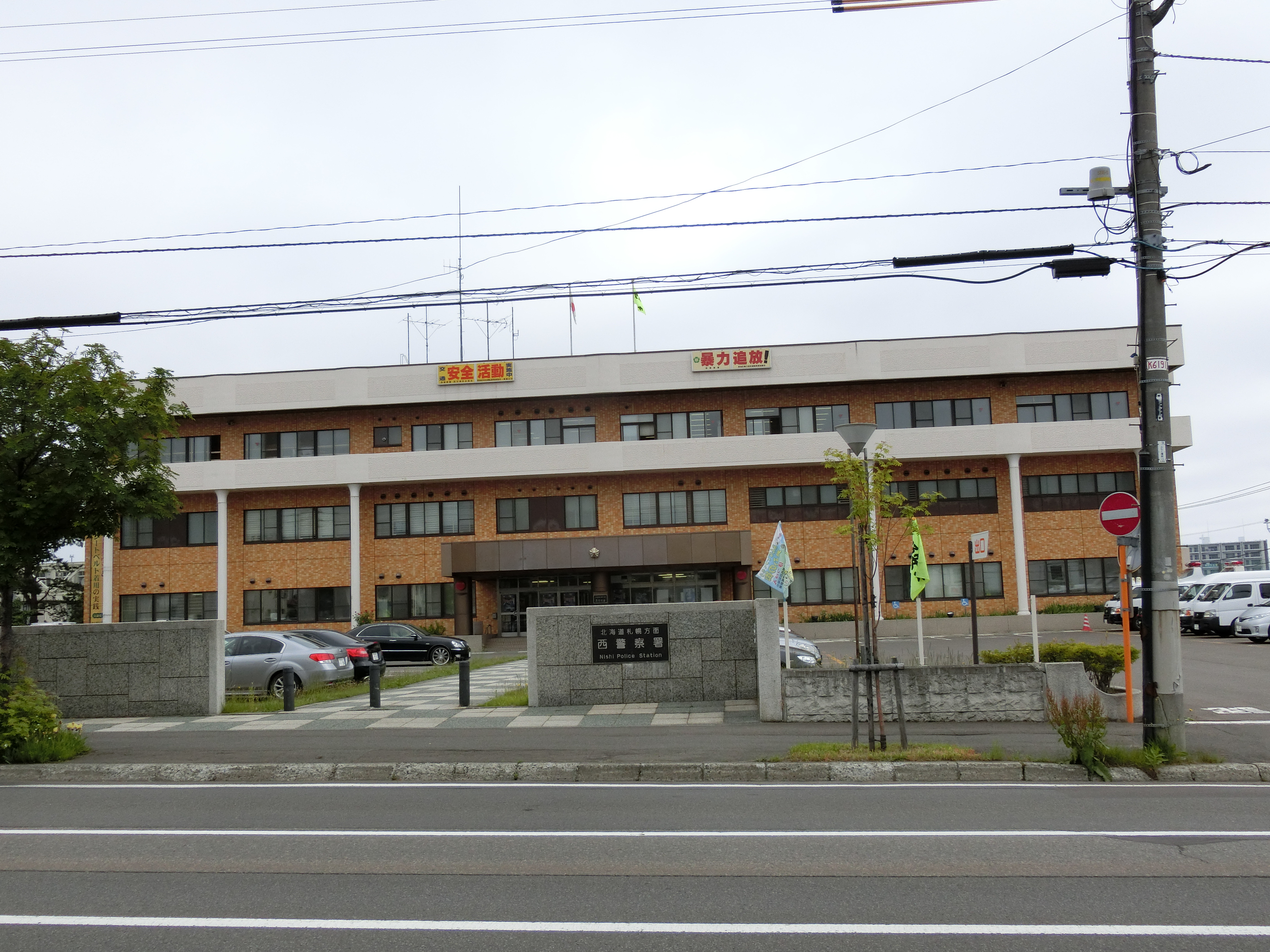
札幌方面西警察署（2017年6月）

### 消防
- 札幌市西消防署
  - 八軒出張所、琴似出張所、西野出張所、平和出張所
- 札幌市消防学校
  - 救急救命士養成所
- 札幌市消防科学研究所

### 病院
「医療機関名簿（西区）」参照
- イムス札幌消化器中央総合病院
- 勤医協札幌西区病院
- 国立病院機構北海道医療センター
- 札幌太田病院
- 札幌第一病院
- 札幌西の峰病院
- さっぽろ二十四軒病院
- 宮の沢明日佳病院
- 札幌山の上病院
- 静和記念病院
- 中田泌尿器科病院
- 西さっぽろ病院
- 発寒中央病院
- 平和病院
- 平和リハビリテーション病院
- ふかざわ病院
- 北祐会神経内科病院
- 札幌孝仁会記念病院
- 北海道脳神経外科記念病院
- 北海道内科リウマチ科病院

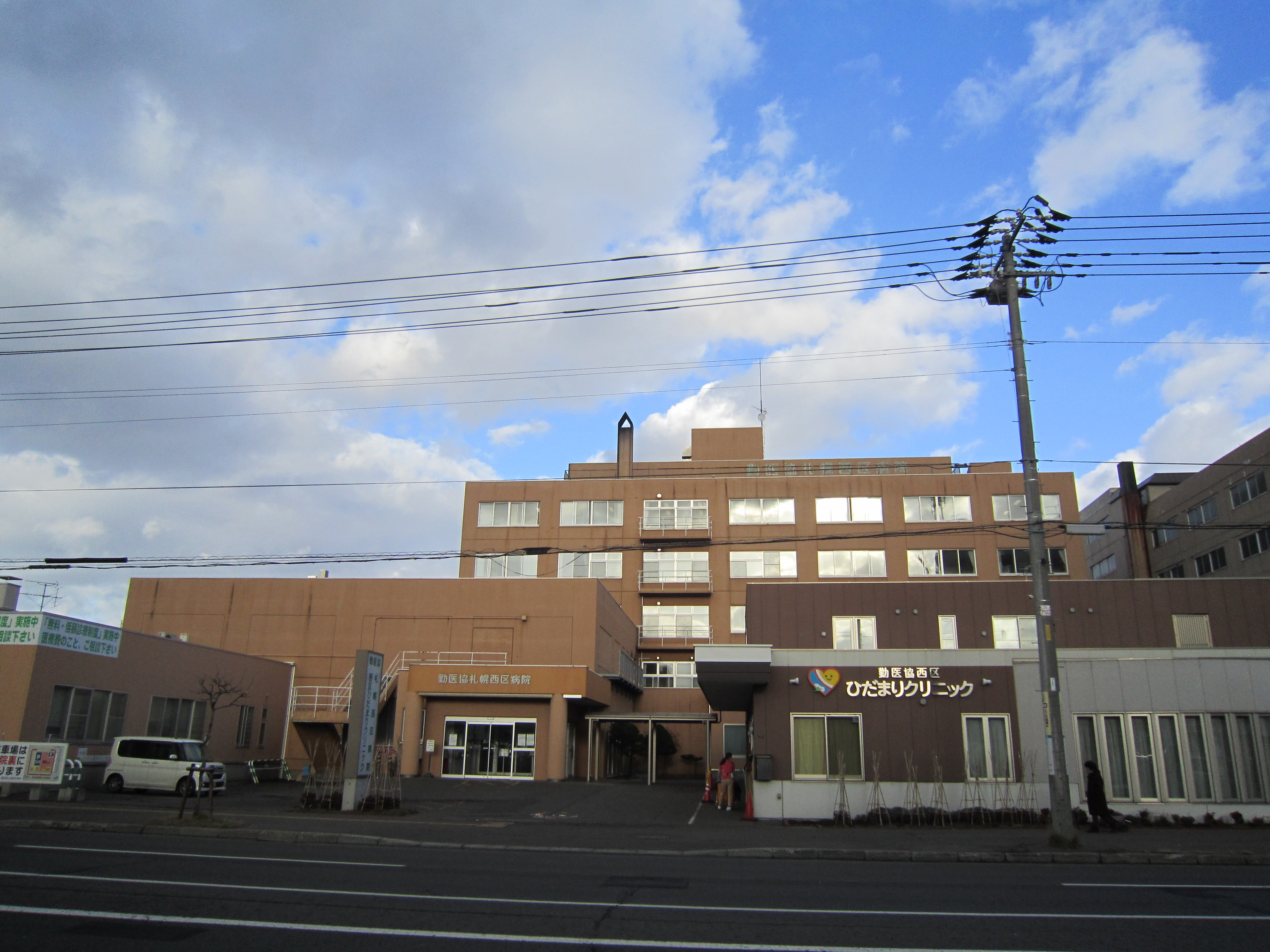
勤医協札幌西区病院（2020年12月）
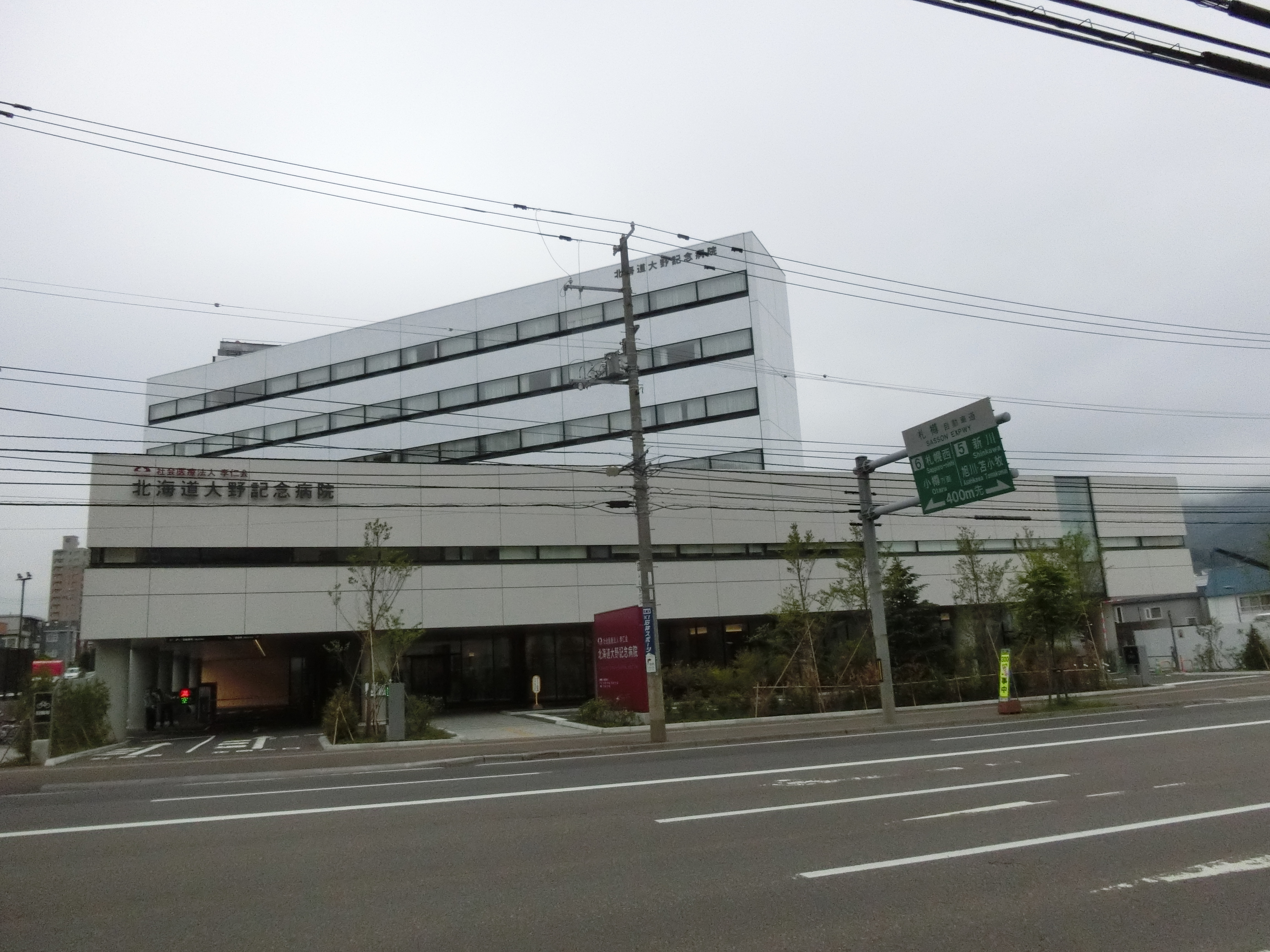
北海道大野記念病院（現：札幌孝仁会記念病院）（2017年6月）

### 電力
- 北海道電力札幌西支社

### 放送局
コミュニティ放送
- 三角山放送局（さっぽろにしエフエムほうそう）

エリア放送
- ことにTV[6]

## 教育機関

### 専修学校
「学生納付特例対象学校一覧」参照
- 琴似看護専門学校
- 札幌建築デザイン専門学校
- 国立病院機構北海道医療センター附属札幌看護学校
- 美芸学園幼児教育専門学校
- 北海道鍼灸専門学校

### 高等学校
道立
- 北海道札幌西陵高等学校
- 北海道札幌琴似工業高等学校

私立
- 札幌山の手高等学校

### 中学校
- 札幌市立琴似中学校
- 札幌市立陵北中学校
- 札幌市立八軒中学校
- 札幌市立手稲東中学校
- 札幌市立発寒中学校
- 札幌市立西陵中学校
- 札幌市立西野中学校
- 札幌市立八軒東中学校
- 札幌市立宮の丘中学校
- 札幌市立福井野中学校

### 小学校
- 札幌市立琴似小学校
- 札幌市立琴似中央小学校
- 札幌市立発寒小学校
- 札幌市立山の手小学校
- 札幌市立手稲東小学校
- 札幌市立手稲宮丘小学校
- 札幌市立発寒西小学校
- 札幌市立八軒小学校
- 札幌市立二十四軒小学校
- 札幌市立発寒南小学校
- 札幌市立西小学校
- 札幌市立西野小学校
- 札幌市立発寒東小学校
- 札幌市立西野第二小学校
- 札幌市立八軒西小学校
- 札幌市立福井野小学校
- 札幌市立山の手南小学校
- 札幌市立西園小学校
- 札幌市立八軒北小学校
- 札幌市立平和小学校

### 特別支援学校
- 札幌市立山の手養護学校
- 札幌市立北翔養護学校
- 北海道手稲養護学校三角山分校

### 認定こども園
- 発寒にこりんこども園[8]

### 幼稚園
市立
- 札幌市立はまなす幼稚園

私立
- 札幌ルンビニー幼稚園[8]
- インターナショナル山の手幼稚園[8]
- 西野桜幼稚園[8]
- 琴似中央幼稚園[8]
- あづま幼稚園[8]
- 琴似教会幼稚園[8]
- 幸明幼稚園[8]
- 西野第2桜幼稚園[8]
- 平和幼稚園[8]
- 宮ノ丘幼稚園[8]
- 西野札幌幼稚園[8]

### 認可保育所
市立
- 札幌市西区保育・子育て支援センター[9]
- 札幌市山の手保育園[9]
- 札幌市山の手乳児保育園[9]

指定管理者
- 札幌市二十四軒南保育園[9]

私立
- 琴似あやめ保育園[9]
- 発寒ひかり保育園[9]
- 西発寒保育園[9]
- 発寒たんぽぽ保育園[9]
- 八軒太陽の子保育園[9]
- 手稲東保育園[9]
- 発寒保育園[9]
- 西野保育園[9]
- 二十四軒保育園[9]
- 西野中央保育園[9]
- 八軒星の子保育園[9]
- 西野あおい保育園[9]
- こぐま保育園[9]
- 吉田学園さくら保育園[9]
- 宮の沢桃の花保育園[9]
- 発寒わんぱく保育園[9]
- 発寒おおぞら保育園[9]
- 宮の沢すずらん保育園[9]
- アートチャイルドケア琴似[9]
- たかさごナーサリースクール札幌[9]
- 八軒西みどりの保育園[9]
- アートチャイルドケア札幌八軒[9]

### 学校教育以外の施設
- 北海道職業能力開発促進センター（ポリテクセンター北海道）
- 札幌市消防学校
  - 救急救命士養成所
- 鉄工団地自動車学園

市民大学講座
- ときわ大学

## 経済・産業

### 産業団地
- 発寒鉄工団地（札幌鉄工団地組合）
- 発寒鉄工関連団地（札幌鉄工関連協同組合）
- 発寒木工団地（協同組合札幌木工センター）
- 発寒地区第2工業団地（札幌発寒工業団地協同組合）
- 発寒地区第3工業団地
- 発寒地区第4工業団地

### 組合
- 協同組合札幌自動車整備センター
- 札幌建具工業協同組合
- 札幌市農業協同組合（JAさっぽろ）琴似支店、西町支店
- 生活協同組合コープさっぽろ本部
- 北海道自転車軽自動車商業協同組合
- 北海道労働者協同組合（ワーカーズコープ札幌）

### 商業施設
ショッピングセンター
- イオン北海道（イオングループ）
  - イオン札幌琴似店
  - イオンモール札幌発寒
  - イオン札幌西町ショッピングセンター
- 塚本ビル
  - 5588KOTONI
- 北海道ジェイ・アール都市開発（JR北海道グループ）
  - 琴似タワープラザ
- エスコン
  - コルテナI・II
- 大和リース
  - フレスポ琴似

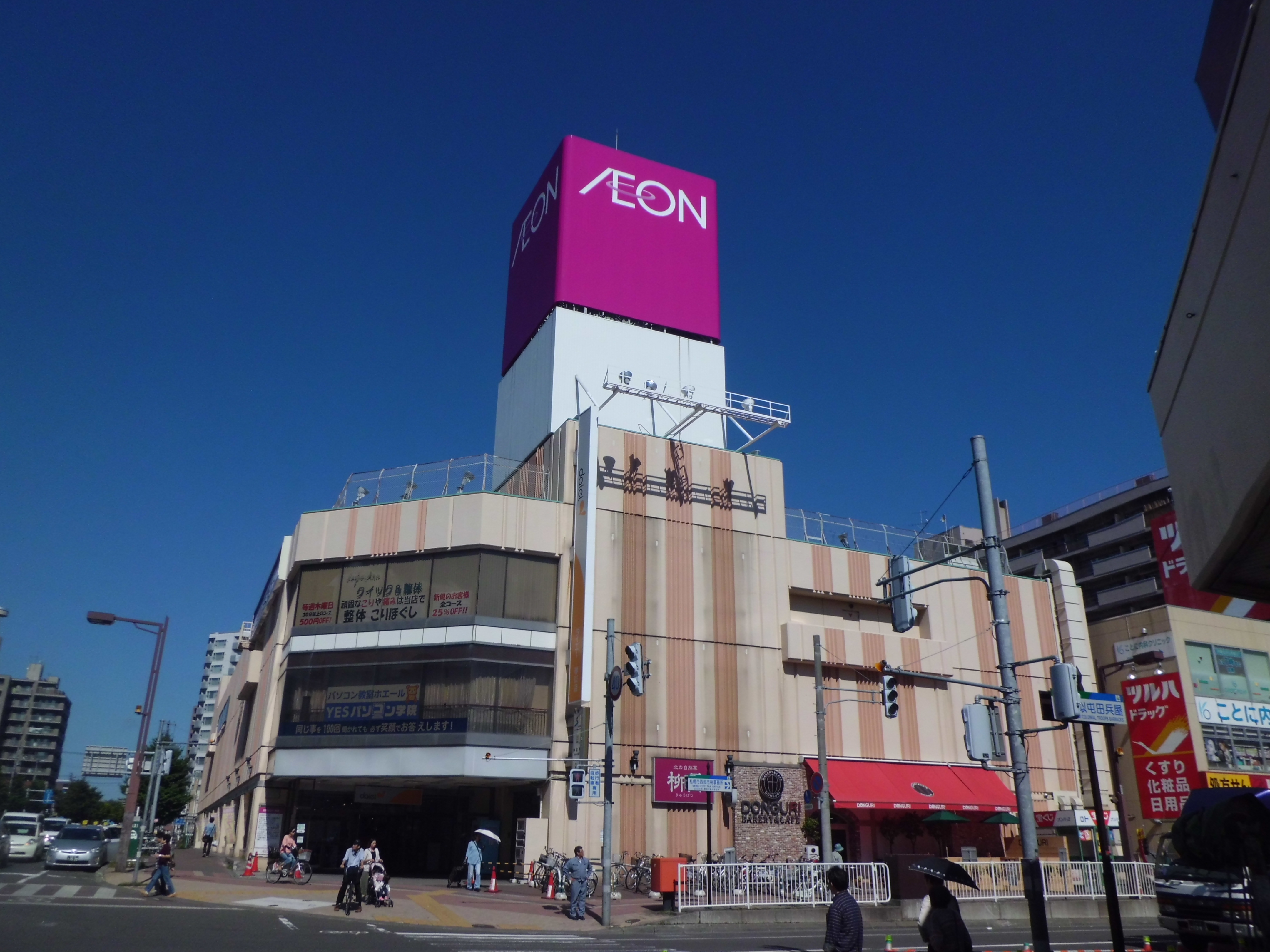
イオン札幌琴似店（2015年9月）
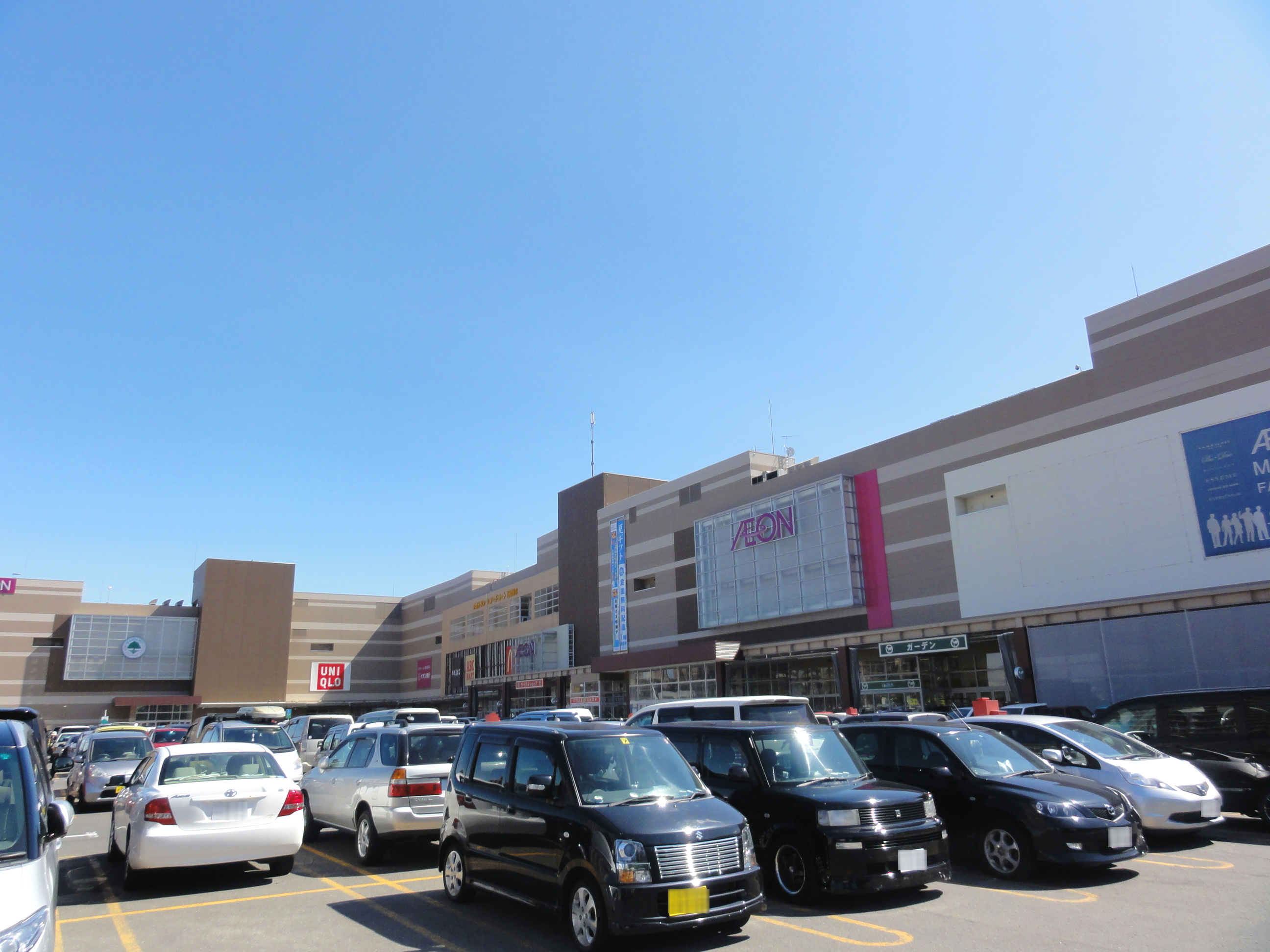
イオンモール札幌発寒（2012年8月）
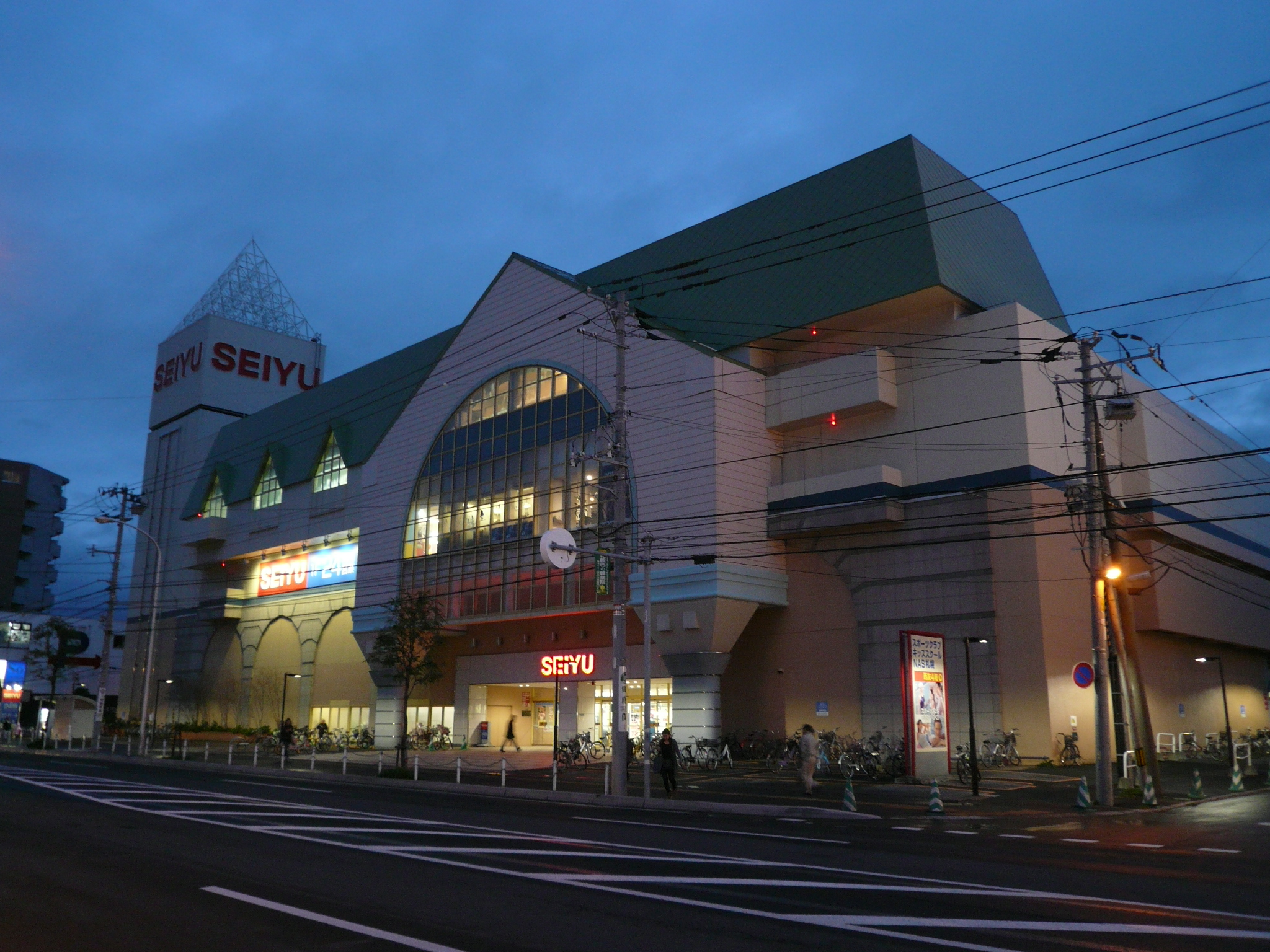
西友西町店（現 : イオン札幌西町ショッピングセンター）（2012年11月）

スーパーマーケット・ミニスーパー・ディスカウントストア
- イオン北海道（イオングループ）
  - イオン札幌発寒店（イオンモール札幌発寒内）
  - イオン札幌西町店（イオン札幌西町ショッピングセンター内、旧西友西町店）
  - マックスバリュ琴似店
  - マックスバリュ琴似3条店（フレスポ琴似内）
  - マックスバリュエクスプレス発寒南駅前店
  - マックスバリュ八軒5条店
  - マックスバリュ宮の沢店（旧西友宮の沢店）
  - まいばすけっと八軒1条西1丁目店
  - まいばすけっと二十四軒1条5丁目店
  - まいばすけっと二十四軒3条4丁目店
  - まいばすけっと山の手3条1丁目店
- ラルズ（アークスグループ）
  - スーパーアークス発寒店
  - ビッグハウスウエスト
  - ラルズマート山の手店
  - フレッティ琴似店
- 東光ストア（アークスグループ）
  - 平和店
- 生活協同組合コープさっぽろ
  - にしの店
  - 二十四軒店
- 北雄ラッキー
  - ラッキー山の手店
  - ラッキーマート西野店
- ダイイチ（セブン&アイグループ)
  - 八軒店
  - 発寒中央駅前店
- JR北海道フレッシュキヨスク（JR北海道グループ）
  - ジェイ・アール生鮮市場発寒店
  - ジェイ・アール生鮮市場西野店
- モリワキ
  - 北海市場西町店
  - 北海市場発寒店
- 神戸物産
  - 業務スーパー八軒店(G-7スーパーマート)
  - 業務スーパー西野店(G-7スーパーマート)
- トライアルカンパニー
  - トライアルスマート琴似店（コルテナI内）

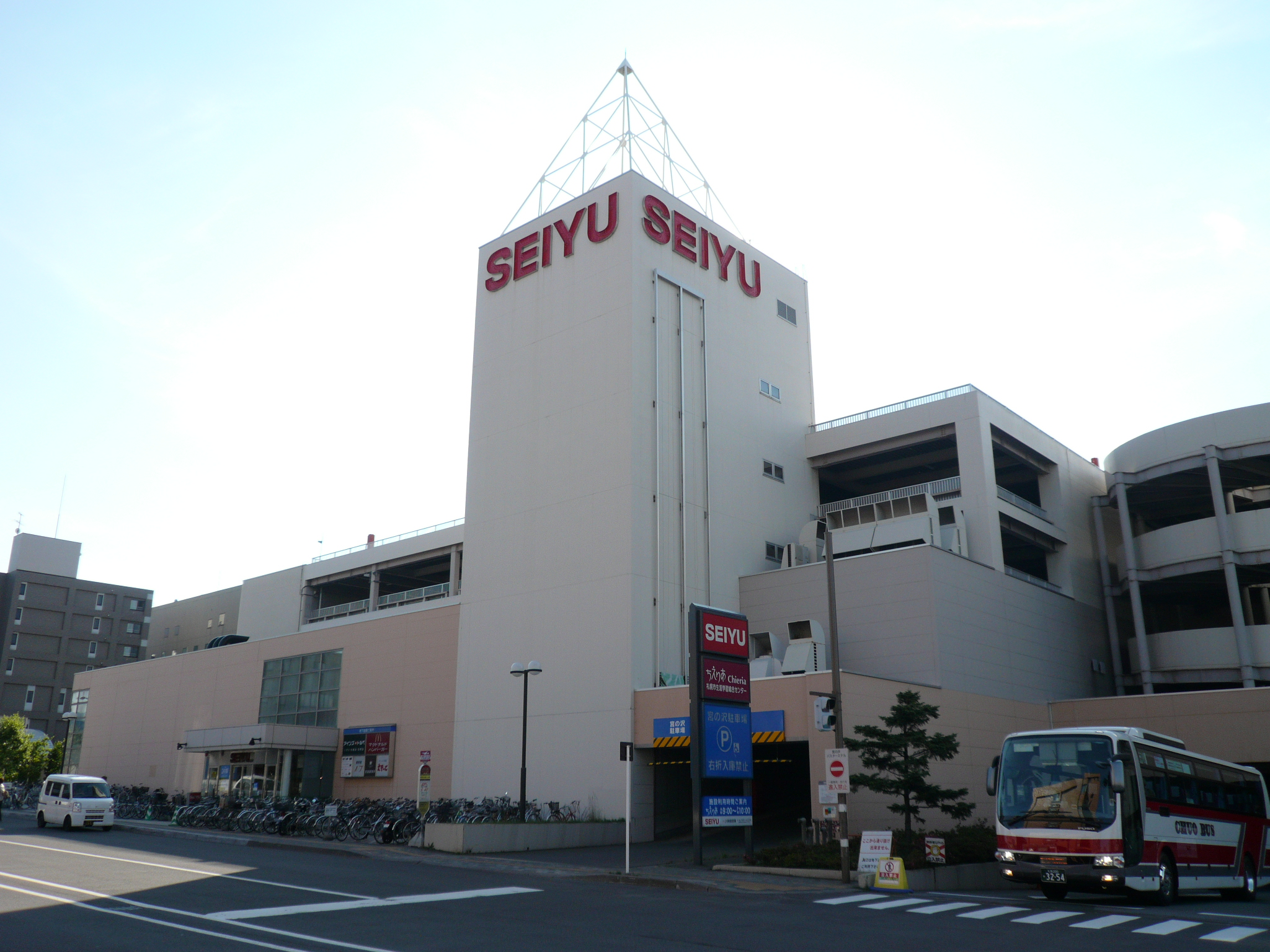
西友宮の沢店（現 : マックスバリュ宮の沢店）（2012年7月）

### 金融機関
銀行
- 北洋銀行
  - 琴似中央支店
  - 西町支店
  - 西野二股支店
  - 八軒支店
  - 発寒支店
  - 宮の沢支店

- 北海道銀行
  - 琴似支店
  - 西野支店
  - 八軒支店
  - 宮の沢支店
  - 西野二股出張所

- 北陸銀行
  - 琴似支店

協同組織金融機関
- 北海道信用金庫
  - 琴似支店
  - 西野支店
  - 八軒支店
  - 発寒支店
  - 琴似支店二十四軒出張所

- 空知信用金庫
  - 琴似支店
  - 札幌西支店

- 旭川信用金庫
  - 琴似支店

- 留萌信用金庫
  - 札幌西支店

- 稚内信用金庫
  - 琴似支店

- 遠軽信用金庫
  - 宮の沢支店

- 北央信用組合
  - 琴似支店
  - 西野支店

- 札幌中央信用組合
  - 発寒支店
  - 西野支店

- 北海道労働金庫
  - 札幌西支店

- 北海道信用農業協同組合連合会（JAバンク北海道）
  - 札幌市農業協同組合（JAさっぽろ）
    - 琴似支店
    - 西町支店

### 郵便
- 札幌西郵便局（集配局）
  - 琴似駅前郵便局
  - 琴似二条郵便局
  - 札幌二十四軒郵便局
  - 札幌二十四軒南郵便局
  - 札幌八軒郵便局
  - 札幌八軒一条郵便局
  - 札幌八軒東郵便局
  - 札幌八軒西郵便局
  - 札幌西町北郵便局
  - 札幌西野中郵便局
  - 札幌西野東郵便局
  - 札幌西野南郵便局
  - 札幌西野八条郵便局
  - 札幌発寒駅前郵便局
  - 札幌発寒五条郵便局
  - 札幌発寒十一条郵便局
  - 札幌福井郵便局
  - 札幌山の手郵便局
  - 札幌宮の沢郵便局
  - 札幌宮の沢西郵便局
  - 札幌平和一条郵便局
  - 平和簡易郵便局

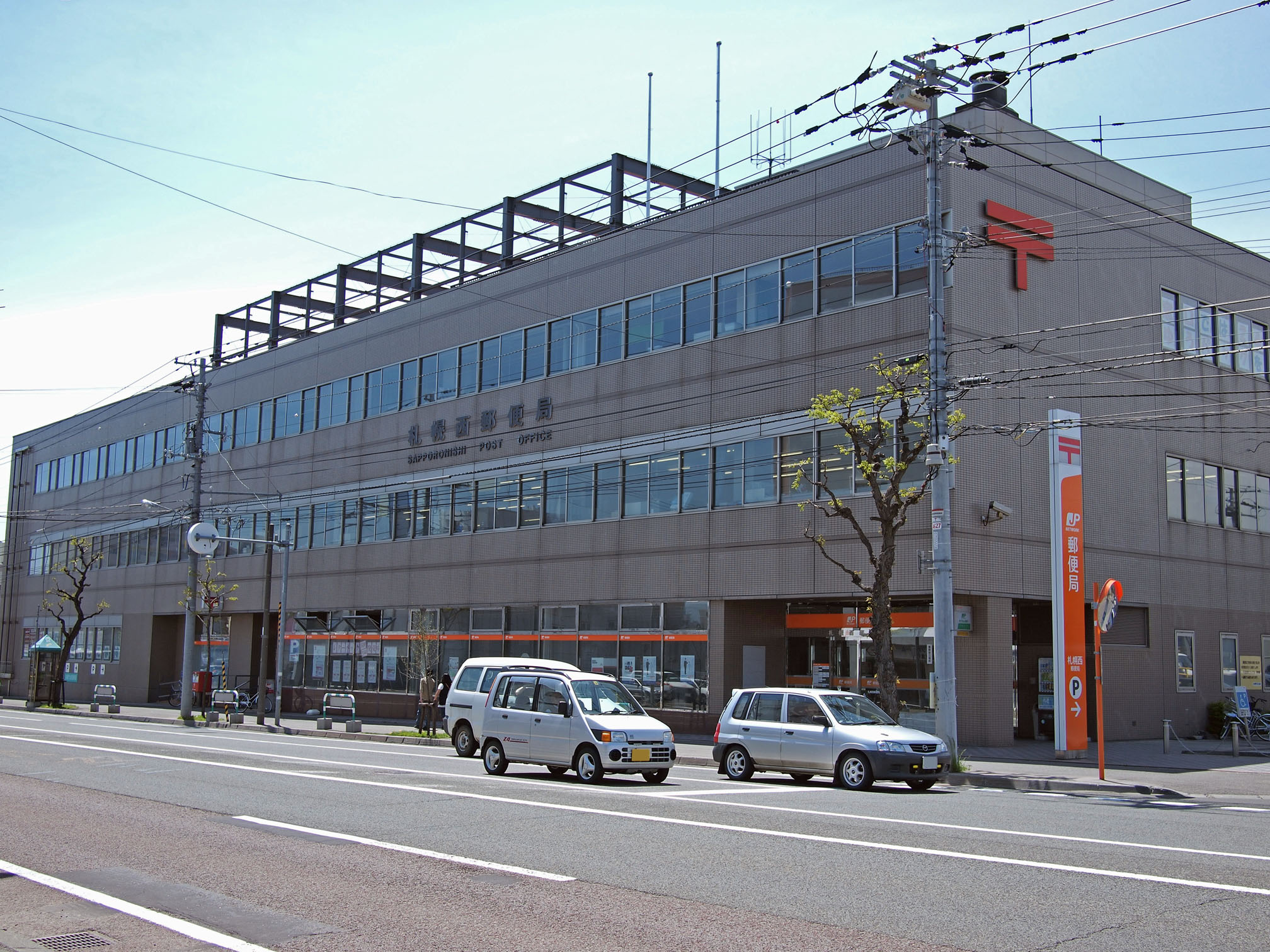
札幌西郵便局（2010年5月）

### 宅配便
- ヤマト運輸札幌主管支店
  - 札幌宮の沢センター・札幌西野センター
  - 札幌発寒南センター・札幌琴似センター
  - 八軒センター
  - 札幌二十四軒センター・札幌宮の森センター
- 佐川急便小樽営業所（所在地は小樽市）
- 日本通運札幌支店札幌自動車事業所（所在地は白石区）

## 交通

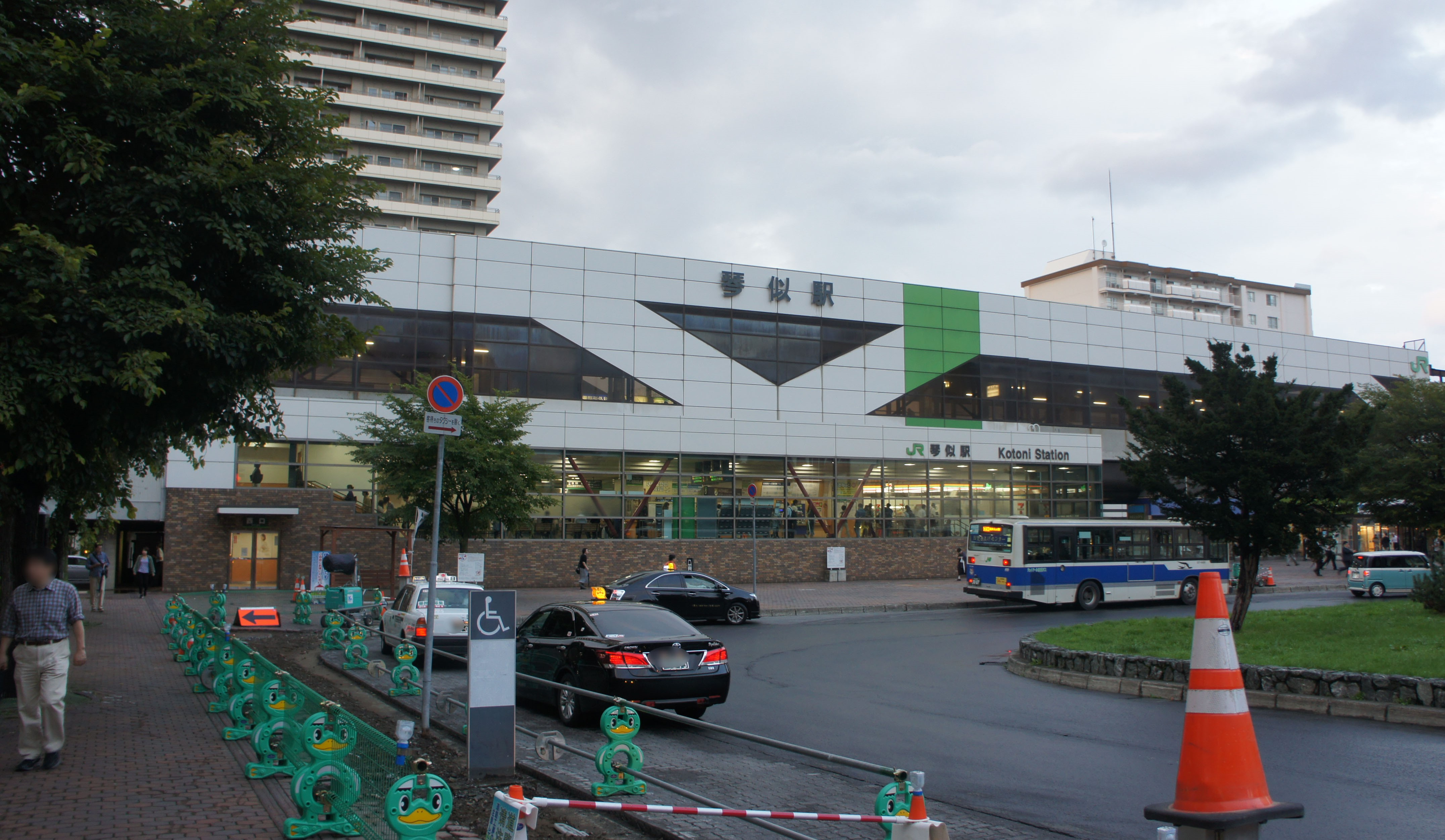
JR琴似駅（2018年8月）

### 鉄道
北海道新幹線の札幌駅延伸時には、新小樽駅 - 札幌駅間で区内の地下を札樽トンネル（仮称）が通る予定である。
- 北海道旅客鉄道（JR北海道）（特定都区市内）
  - 函館本線：発寒駅 - 発寒中央駅 - 琴似駅
  - 札沼線（学園都市線）：八軒駅
- 札幌市交通局
  - 西車両基地
  - 札幌市営地下鉄東西線：宮の沢駅 - 発寒南駅 - 琴似駅 - 二十四軒駅

### バス
かつては札幌市交通局がバス路線（札幌市営バス）を運行していたが、段階的に民間事業者に路線を移譲し、2004年（平成16年）に廃止となった。
バスターミナル
- 二十四軒バスターミナル
- 琴似バスターミナル
- 発寒南バスターミナル
- 宮の沢バスターミナル

空港連絡バス
- 北海道中央バス（宮の沢駅-新千歳空港間）

路線バス
- ジェイ・アール北海道バス 琴似営業所[注釈 1]
- 北海道中央バス[注釈 2]
- 札幌ばんけい

### タクシー
- 朝日交通
- 札幌第一交通（第一交通産業グループ）
- 東邦交通
- フジ交通
- 北星タクシー
- 鈴蘭交通
- 太洋ハイヤー
- 小鳩交通
- はまなす交通
- 札幌団地タクシー
- ダイコク交通
- 金星自動車
- 札幌エムケイ
- MID交通
- 明星自動車
- 北陵交通
- 東交通
- 恊和交通
- 平岸ハイヤー
- 昭和交通

### 道路
- 高速道路
  - 札樽自動車道（北海道横断自動車道）：札幌西IC（ハーフIC）
- 一般国道
  - 国道5号
    - 札幌新道
- 主要地方道（主要道道・主要市道）
  - 北海道道82号西野真駒内清田線
  - 北海道道89号札幌環状線
  - 北海道道124号宮の沢北一条線
  - 北海道道128号札幌北広島環状線
  - 札幌市主要市道9902号南19条宮の沢線（北1条宮の沢通）
- 一般道道
  - 北海道道276号琴似停車場線
  - 北海道道277号琴似停車場新琴似線
  - 北海道道452号下手稲札幌線
  - 北海道道453号西野白石線
  - 北海道道1053号真駒内茨戸東雁来自転車道線

## 文化財
「札幌市内の文化財」参照
国指定
- 史跡
  - 琴似屯田兵村兵屋跡

道指定
- 有形文化財
  - 琴似屯田兵屋

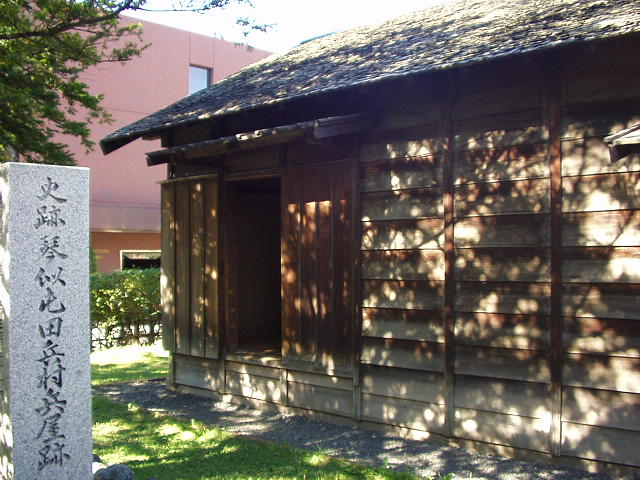
琴似屯田兵村兵屋跡（2004年9月）

## 観光・レジャー
- 三角山
- 五天山公園
- 琴似屯田兵屋
- 琴似屯田兵村兵屋跡
- 琴似屯田歴史館資料室
- 農試公園
- レンガの館
- 札幌市手稲記念館
- 三戸部記念館
- 白い恋人パーク
- 宮丘公園

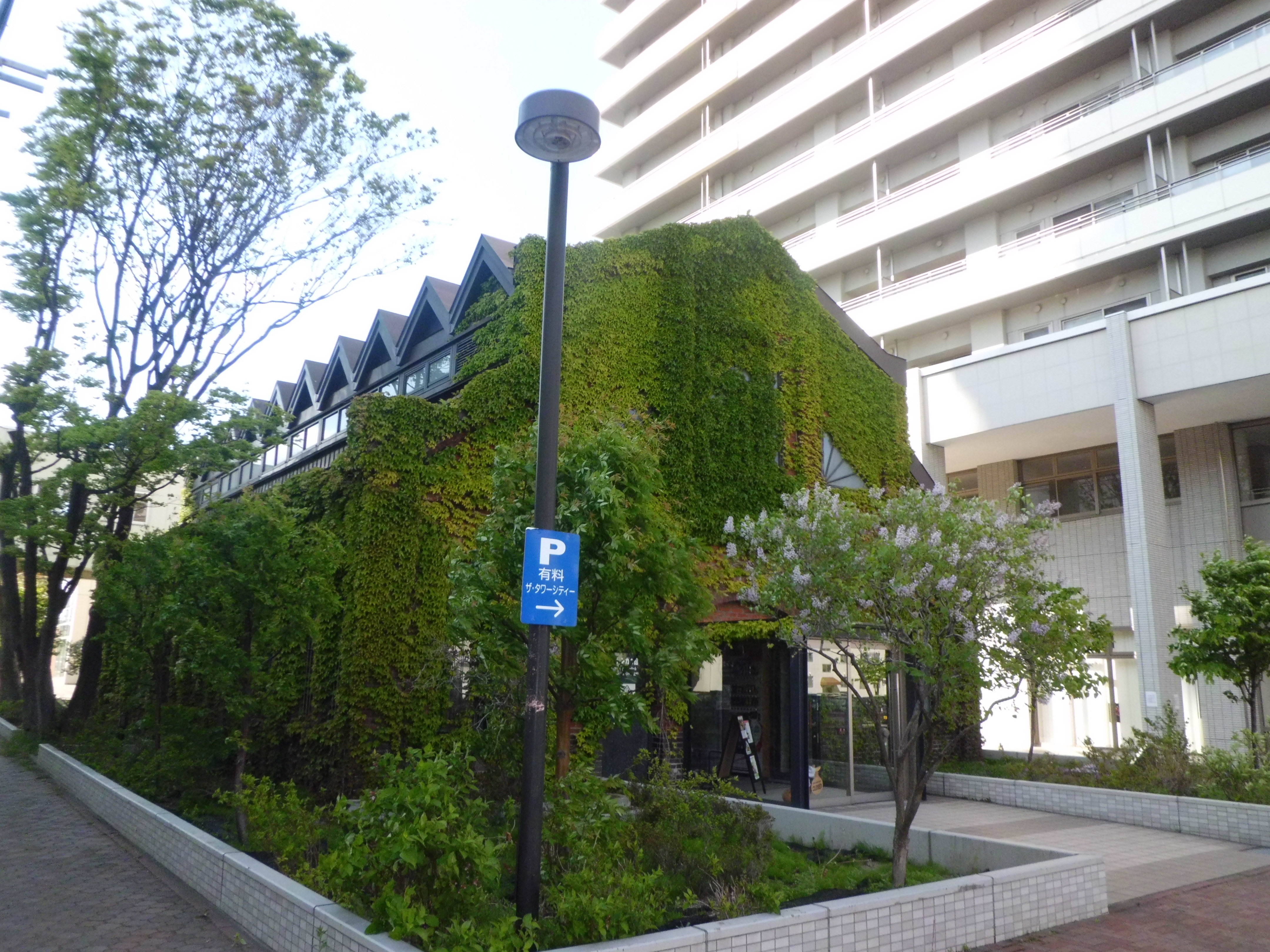
レンガの館（2015年9月）
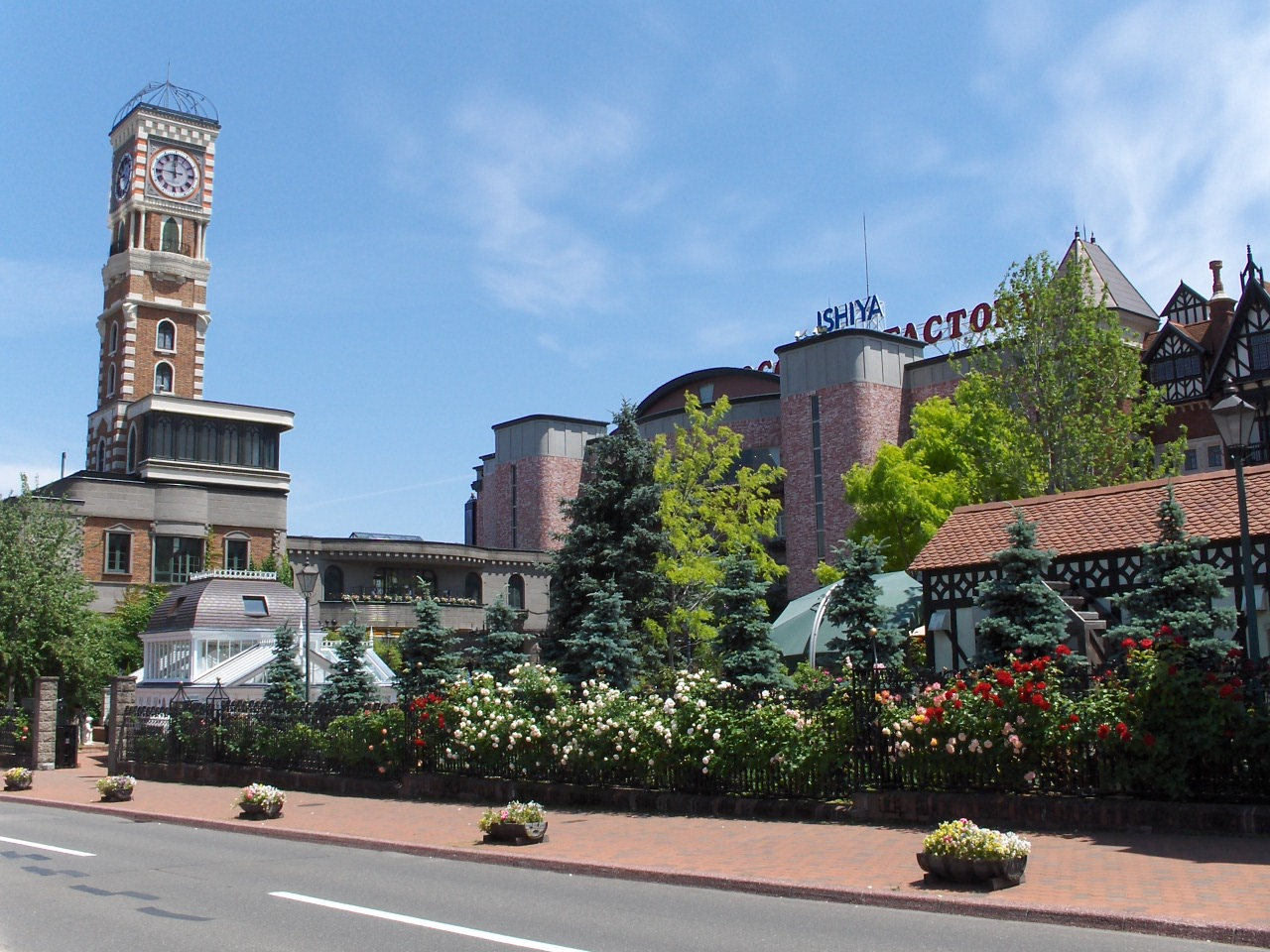
白い恋人パーク
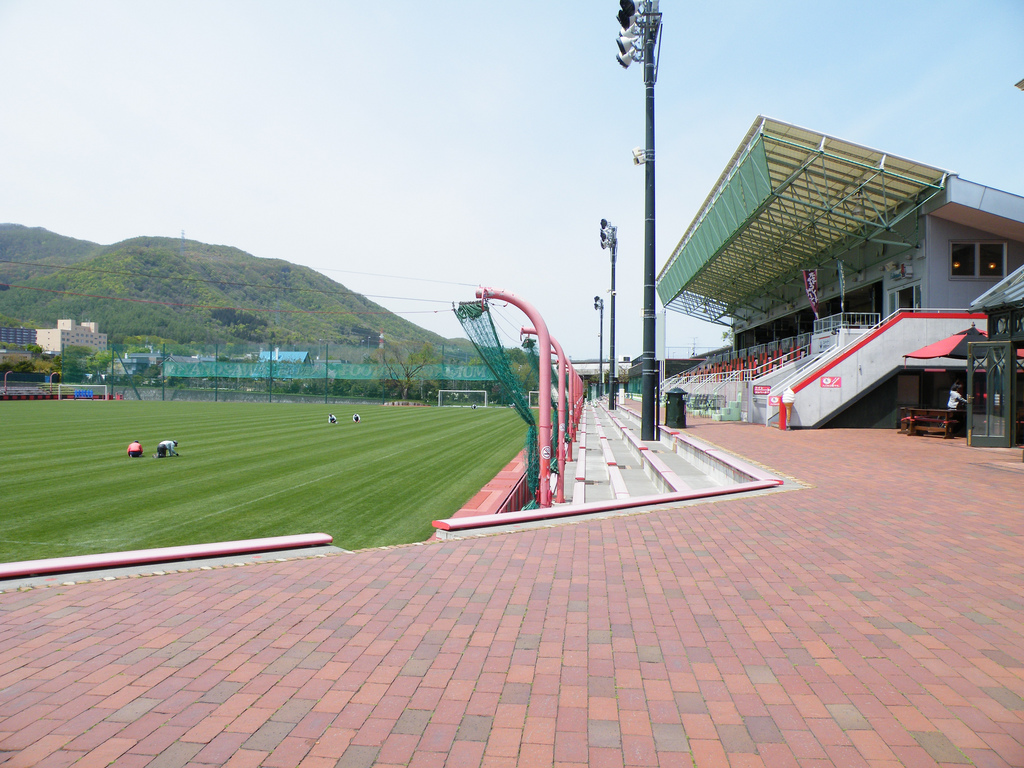
宮の沢白い恋人サッカー場（2009年5月）

## 祭事・催事
- コトニ ジャズ
- コトニ クラシック
- アイスキャンドル冬物語in八軒中央（1月）
- 五天山公園スノーフェスティバル（1月）
- 西区文化フェスタ（1月から3月）
- 琴似発寒川やまめ稚魚放流事業（5月）
- 琴似神社春季大祭（5月）
- 八軒中央納涼まつり（7月）
- 西区ふれあい祭り（7月または8月）
- コンサタウンふれあいフェスタ（8月）
- 琴似神社秋季例祭（9月）

## 出身人物
50音順
- 安孫子孝次（政治家、教育者。元衆議院議員、元琴似町長）
- 鹿角美果（ラジオパーソナリティ）
- 北ノ國仁（元大相撲力士）
- 斉藤恵一（元バスケットボール選手）
- 高橋名人（ゲーム関係者）
- 蔦谷好位置（音楽プロデューサー）
- 稗田敏男（調教師）
- 山下斐紹（プロ野球選手）
- 吉村崇（平成ノブシコブシメンバー）